# Rood goud

Kleur van mengsels goud - zilver - koper

Rood goud is een goudlegering waaraan (belangrijk) meer koper dan zilver is toegevoegd. Hoe lager het goudgehalte, hoe roder de kleur van de legering wanneer men het met koper aanvult. Het tegenovergestelde, een goudlegering waarin zilver overheerst, noemt men geel goud.
De rood goud legering wordt voornamelijk voor munten gebruikt. Voor sieraden maakt men gewoonlijk gebruik van geel goud.  